# Gąsiorowo (powiat działdowski)
Gąsiorowo (niem. Ganshorn (b. Gilgenburg) – wieś w Polsce położona w województwie warmińsko-mazurskim, w powiecie działdowskim, w gminie Działdowo. W latach 1975–1998 miejscowość należała administracyjnie do województwa ciechanowskiego.
Obok miejscowości przepływa Lipówka, dopływ Szkotówki.

## Historia
W czasach krzyżackich wieś pojawia się w dokumentach w roku 1328, podlegała pod komturię w Olsztynku, były to dobra rycerskie o powierzchni 40 włók.